# 389 př. n. l.

## Události
- vpád Galů do Říma

## Hlava státu
- Perská říše – Artaxerxés II.  (404 – 359 př. n. l.)
- Egypt – Hakor  (393 – 380 př. n. l.)
- Bosporská říše – Satyrus  (433 – 389 př. n. l.) » Leukon  (389 – 349 př. n. l.)
- Sparta – Agésipolis I.  (395 – 380 př. n. l.) a Agésiláos II.  (399 – 360 př. n. l.)
- Athény – Demostratus  (390 – 389 př. n. l.) » Antipatrus  (389 – 388 př. n. l.)
- Makedonie – Amyntás III.  (392 – 370 př. n. l.)
- Epirus – Alcetas I.  (390 – 370 př. n. l.)
- Odryská Thrácie – Amadocus I.  (408 – 389 př. n. l.) a Seuthes II.  (405 – 387 př. n. l.)
- Římská republika – tribunové L. Valerius Potitus Poplicola, Aulus Manlius Capitolinus, L. Verginius Tricostus Esquilinus, L. Aemilius Mamercinus, P. Cornelius a L. Postumius Albinus Regillensis  (389 př. n. l.)
- Syrakusy – Dionysius I.  (405 – 367 př. n. l.)
- Kartágo – Mago II.  (396 – 375 př. n. l.)